# レストランサービス技能士
レストランサービス技能士（レストランサービスぎのうし）とは、国家資格である技能検定制度の一種で、職業能力開発促進法第47条第1項による指定試験機関（社団法人日本ホテル・レストランサービス技能協会）が実施するレストランサービス技能士に関する学科及び実技試験に合格した者をいう。

## 概要
レストランなどのウェイターやウェイトレスなど、食事や飲料に関するサービスの技能を認定する国家資格である。1級、2級、3級の区別があり実務経験に応じて受検できる。飲食サービスに関する資格としては唯一の国家資格である。

## 受検資格
- 1級：実務経験11年以上、または2級合格後4年以上。
- 2級：実務経験3年以上、または3級合格後2年以上。
- 3級：実務経験1年以上。

※各種教育機関で料飲サービスに関する学科を修了している場合は実務経験の年数が多少異なる。

## 試験内容
学科試験と実技試験がある。
実技試験は学科試験合格者のみ受検できる。

### 学科試験

#### 出題形式
1つの問題文が正しいか、誤っているかを判断する真偽法形式（各級共100題出題）

#### 合格基準
各級ともに60点以上(100点満点)

#### 試験科目
- 1.食品衛生及び公衆衛生
  - 食品衛生に関する一般的な知識
  - 公衆衛生に関する一般的な知識
- 2.料飲一般
  - 食品に関する詳細な知識
  - 西洋料理に使用される食材
  - 西洋料理の調理法
  - 飲料の種類及び特徴
  - 宴会の種類及び運営
  - レストランサービスの種類、準備及び方法
- 3.レストランサービス
  - レストランサービスに関する詳細な知識
- 4.食文化
  - 食文化に関する詳細な知識
- 5.施設の管理
  - レストランにおける施設とその取り扱い
- 6.苦情への対応
  - 苦情への対応に関する詳細な知識
- 7.関係法規
  - 食品衛生法(昭和22年法律第233号)関係法令のうちレストランサービスに関する部分
- 8.安全衛生
  - 安全衛生に関する詳細な知識

### 実技試験

#### 出題形式
受検者が実際にレストランサービスの作業を行い、これを審査し採点する形式

#### 合格基準
各級ともに60点以上(100点満点)

#### 作業内容
- 1級：接客マナー、テーブルサービス（ディナータイムにおける適切な接客・応対、テーブルセット、オーダー、伝票処理、英語および仏語での会話およびオーダー、カクテル作成・ワインサービスなど）、ワゴンサービス（デザート）
- 2級：接客マナー、テーブルサービス（ディナータイムにおける適切な接客・応対、テーブルセット、オーダー、伝票処理、英会話など）
- 3級：接客マナー、テーブルサービス（ランチタイム又は朝食における適切な接客・応対、テーブルセット、オーダー、伝票処理など）

### 合格率
平均合格率はおおよそ1級36%、2級42%、3級56%程度である。

## 取得後の称号
技能検定に合格すると、1級は厚生労働大臣名の、2･3級はHRS会長名での合格証書が授与され、技能士を称することができる。
資格を表示する場合には、「等級」「正式職種名」「技能士」の順で表記することとされており、「1級レストランサービス技能士」「2級レストランサービス技能士」「3級レストランサービス技能士」のように等級を明示する必要がある。
等級の非表示、等級表示位置の誤り、正式職種名の省略表示・別名表記などは不可とされている。
また、職業能力開発促進法によりレストランサービス技能士の資格を持っていないものがレストランサービス技能士と称することは禁じられている。

## 試験会場
- 北海道　経専北海道観光専門学校
- 東北　国際マルチビジネス専門学校
- 新潟　国際ホテル・ブライダル専門学校
- 東京　東京観光専門学校
- 中部　名古屋文化短期大学
- 関西　関西大学天六キャンパス
- 中国四国　広島YMCA国際文化センター
- 九州　専門学校西鉄国際ビジネスカレッジ
- 沖縄　沖縄職業能力開発大学校

※上記は学科試験の主な会場。年度により会場は変更される場合がある。